# Scrapter opacus
Scrapter opacus là một loài Hymenoptera trong họ Colletidae. Loài này được Friese mô tả khoa học năm 1909.